# Tocar el sol
Tocar el sol är ett studioalbum med det spanska progressiva power metal-bandet DarkSun. Albumet utgavs 2010 av skivbolaget FC Metal.

## Låtlista
1. "El sueño de Shiva" (instrumental) – 0:33
2. "La luz interior" – 5:58
3. "Camino a las estrellas" – 4:31
4. "Tocar el sol" – 3:36
5. "Ánima" – 4:00
6. "Al morir los sueños" – 4:07
7. "Resurrección" (instrumental) – 1:09
8. "Frágil" – 4:08
9. "Despertar" – 4:24
10. "Estatuas de sal" – 4:06
11. "El fin de la eternidad" – 5:31

Bonusspår på div. utgåvar
1. "Ánima" (med Victor García) – 4:00

## Medverkande
Musiker (DarkSun-medlemmar)
- Tino Hevia – gitarr
- Adrián Huelga – basgitarr
- Jose Ojeda – trummor
- Daniel G. (Daniel González Suárez) – sång
- David Figueiras – gitarr

Bidragande musiker
- Víctor García – sång (spår 12)
- Ani Fojaco – sång (spår 3)

Produktion
- Dani G. (Daniel González Suárez) – producent, ljudtekniker, ljudmix, mastering
- Daniel Alonso – omslagskonst
- Sergio Blanco – foto